# Жвакин, Иван Максимович
Ива́н Макси́мович Жва́кин (род. 25 февраля 1992, Коркино, Челябинская область, Россия) — российский актёр кино и театра.

## Биография
Иван Жвакин родился 25 февраля 1992 года в городе Коркино, под Челябинском. Мать работала в ветеринарной клинике доктором, и помимо этого занималась разведением собак и кошек. Отец был главным инспектором безопасности инкассаторов «Сбербанка» по Челябинской обл. Когда Жвакину было шестнадцать лет, его отец погиб. Зарплата матери была скромной. Жвакин продавал газеты, раздавал рекламные буклеты, при этом не бросал занятия по актёрскому мастерству. Занимался в музыкальной школе по классу аккордеона и ударных инструментов, посещал уроки вокала в музыкальном театре Челябинска. В 2004 году поступил в театральную школу-студию, которой руководил Евгений Егоров. После окончания школы в 2009 году Жвакин подал документы одновременно в четыре театральных института Москвы. Ему удалось поступить во все четыре с первой попытки. Он выбрал Высшее театральное училище имени М. С. Щепкина, и попал в мастерскую к Римме Солнцевой. После выпуска из Щепкинского училища Жвакин попал в труппу Театра Наций. На сцену этого театра он выходил в спектакле «Триумф любви».
Начиная с 2010 года, Жвакин начал принимать участие в различных кинопробах. Дебют состоялся в сериале «Универ», где Жвакин сыграл эпизодическую роль посетителя бара. Первым опытом стала роль Ивана в сериале «Бабье царство». Следующим запоминающимся сериалом стал «Метод Фрейда», где Жвакин был отобран на исполнение роли одного из альпинистов. В сериале «Молодёжка» играл роль Александра Кострова.
Жвакин также снимался во многих музыкальных клипах. Среди них: «Я тебя не придумала» певицы Алсу, «Снегом» певицы Rene и «Крепче держи меня» певицы Лизабэт. В 2014 году он снялся в рекламе торговой марки «Tuc».

## Личная жизнь
С 2015 по 2018 год состоял в отношениях с актрисой Ксенией Лукьянчиковой.

## Театральные работы
- Учебный театр (дипломные спектакли)

К. Хоинский «Времена меняются?…» — Косой
М. Горький «Зыковы» — Зыков Антипа
- Театр Наций (сезон 2012/2013):

«Триумф любви» Пьер Карле де Мариво — стражник

## Работы

### Клипы
- Алсу — «Я тебя не придумала» — ноябрь 2010
- Rene — «Снегом» — 2012 г.
- Лизабэт — «Крепче держи меня» — 2014

### Фильмография
| Год       | Название                                    | Роль                                                                                 | Премьера                                                          |
| --------- | ------------------------------------------- | ------------------------------------------------------------------------------------ | ----------------------------------------------------------------- |
| 2010      | Универ (телесериал) — 4 сезон, 213 серия    | Парень в баре                                                                        | 4 сезон — 8 ноября 2010 (ТНТ)                                     |
| 2012      | Бабье царство (фильм)                       | Игорь                                                                                | 27 мая 2012 (СТБ, Украина), 16 июня 2012 (Россия-1)               |
| 2012      | Прокурорская проверка — «Квартирный вопрос» | Гера — наркоман, находящийся под следствием                                          | 19 июня 2012 (НТВ)                                                |
| 2012      | Метод Фрейда                                | Антон Давыдов, альпинист                                                             | 8 января, 2013 (Первый канал, Россия)                             |
| 2013      | До смерти красива                           | Митя                                                                                 | 7 октября 2013 (Новый канал, Украина)                             |
| 2013      | Ледников                                    | Максим, переводчик                                                                   | 25 марта 2013 (1+1, Украина), 3 июня 2013 (Россия-1)              |
| 2013      | Тёмный мир: Равновесие                      | Парень, который умер в автобусе                                                      | 5 декабря 2013 (кинопрокат (фильм)), 29 мая 2014 (СТС (сериал))   |
| 2013—2019 | Молодёжка                                   | Александр Костров, хоккеист, крайний нападающий (игрок под номером 9) — главная роль | 7 октября 2013 (СТС)                                              |
| 2013      | Всё и сразу                                 | Максим                                                                               | 5 июня 2014 (кинопрокат), 1 сентября 2014 (ТНТ)                   |
| 2014      | Память сердца                               | Денис — главная роль                                                                 | 29 марта 2014 (ТРК Украина), 17 мая 2014 (Россия-1)               |
| 2015      | Нарушение правил                            | Александр Гордеев                                                                    | 6 сентября 2015 (ТВ «Центр»)                                      |
| 2015      | На дальней заставе (Погранотряд)            | Александр Прохоров                                                                   | 30 мая 2016 (Россия-1)                                            |
| 2015      | Эти глаза напротив                          | Симон Кандыба в молодости                                                            | В производстве                                                    |
| 2015      | Красная королева (Красота по-советски)      | Лёнчик                                                                               | 5 октября 2015 (Интер, Украина)                                   |
| 2016      | Одиночество                                 | Костя                                                                                | 25 декабря 2016 (Первый канал Евразия), 21 января 2017 (Россия-1) |
| 2017      | Везунчики (телесериал)                      | Неизвестно                                                                           | В производстве                                                    |
| 2017      | Танцы насмерть                              | Костя                                                                                | 6 апреля 2017 года                                                |
| 2017      | Отель счастливых сердец                     | Влад, друг Тани, программист                                                         | 6 января 2018 года (ТВЦ)                                          |
| 2018      | Ищейка 2, 8-я серия                         | Виктор Тихонов («Тихон»), рэпер                                                      | 16 апреля 2018 (Первый канал)                                     |
| 2018      | Мажор, 3 сезон                              | Олег                                                                                 | 30 октября 2018 (Первый канал)                                    |
| 2021      | Осколки 2 (телесериал, Россия)              | Максим, сын Олега                                                                    |                                                                   |
| 2021      | Девушки с Макаровым                         | Максим Вершинин, следователь, старший лейтенант юстиции                              |                                                                   |
| 2024      | Молодёжка. Новая смена                      | Александр Станиславович Костров, нападающий хоккейного клуба КХЛ «Металлург»         | 5 ноября 2024 (СТС)                                               |

## Озвучивание мультфильмов
- 2016—2017 — Сказочный патруль — Леший